# Liophis poecilogyrus
Liophis poecilogyrus là một loài rắn trong họ Rắn nước. Loài này được Wied-Neuwied mô tả khoa học đầu tiên năm 1825.